# Московский прожекторный завод

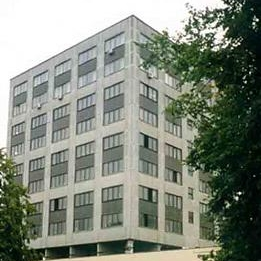
ГОКБ (Головное Конструкторское Бюро) «Прожектор»

Московский прожекторный завод — промышленное предприятие в Москве. Основано в 1932 году, дважды награждено орденами Трудового Красного Знамени.

## История
Был создан в 1926 году как один из отделов Электрокомбината.
В июне 1932 года из Московского Электрозавода был выделен самостоятельный прожекторный завод, получивший наименование Московский прожекторный завод имени Л. М. Кагановича. Новый завод предназначался для выпуска широкого спектра осветительных приборов как для гражданских, так и для военных целей. Строить новое предприятие решили на обширном пустыре недалеко от Владимирского посёлка (в 1960-е годы вошёл в состав Москвы) напротив Измайловского лесопарка.
Была создана специальная организация «Прожекторстрой», наделённая широкими полномочиями. Одновременно с производственными цехами строились жилые дома для сотрудников и культурно-бытовые объекты. Проектированием завода занималась большая группа архитекторов и инженеров-строителей, в которую входили В. Я. Мовчан, В. А. Канчели, Н. С. Полюдов. Руководил работами главный инженер И. С. Фридлянд.
Завод располагался у границ Москвы и являлся элементом планируемого парадного въезда в столицу. Поэтому к его композиции предъявлялись самые высокие требования. Вдоль шоссе вытянулся административный корпус — четырёхэтажное здание протяженностью 164 м. Наиболее эффектно смотрелся верх здания, выполненный в виде галереи, оформленной колоннадой. Внутреннюю стену галереи покрывали орнаменты. Однако позднее галерею заложили, заполнив пространство между колоннами грубоватой отделкой.
В 1941 году в связи с началом войны завод был эвакуирован в г. Новосибирск, где впоследствии на его базе создался завод «Электроагрегат».

### Завод в ракетном проекте
В рамках советского ракетного проекта заводу было поручено производство наземного электрооборудования стартовых комплексов.
Главным конструктором производства в 1946 году был назначен А. М. Гольцман

### Массовое строительство вокруг завода

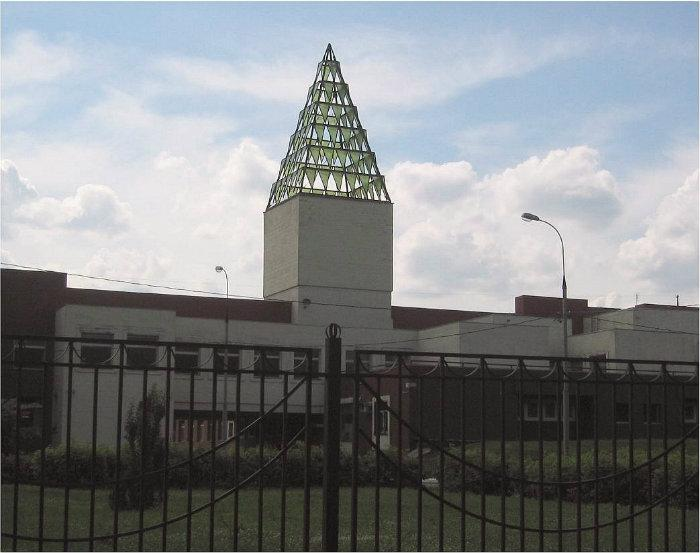
Дом творчества детей и молодежи «Восточный». Перово, Москва

В 1935 году завод дал первую продукцию, при этом строительство продолжалось. Строились жилые дома для работников завода, фабрика-кухня с рестораном, детский сад, клуб с залом на тысячу человек и другие сооружения. К территории завода вплотную примыкал жилой городок. По плану он был рассчитан на пять тысяч жителей. К 1936 году были выстроены два пятиэтажных корпуса. Дома представляли собой образцы архитектуры раннего постконструктивизма, но были выполнены из примитивных материалов. Внешние стены были слишком тонкими, а внутренние несущие стены заменяли узкие кирпичные столбы, связанные металлическими балками. Перекрытия, как и в большинстве московских домов того времени, деревянные. До наших дней дожил лишь третий корпус, — дом 66 по шоссе Энтузиастов. В 1936 году была построена школа посёлка «Прожектора», в настоящее время это владение № 54 по шоссе Энтузиастов. Школа строилась по тому же проекту, что и школьные здания на Авиамоторной улице и проспекте Будённого. Автор указанных проектов архитектор Д. Ф. Фридман.
В послевоенное время завод расширялся, и вместе с ним нужно было расширять и штат сотрудников. Довоенные дома, построенные для работников завода, уже не могли вместить в себя всех. В связи с этим, как и во всей Москве, было начать массовое жилищное строительство. В районе Перово завод Прожектор застроил многие теперешние кварталы. В 1954 году посёлок завода «Прожектор» получил дополнение в виде двухзального кинотеатра «Слава» по проекту архитекторов И. Жолтовского, В. Воскресенского и Н. Сукояна. Много лет кинотеатр служил проводником культуры. В 2000-е годы несколько лет стоял закрытым, а после пожара 2007 года от него остались лишь закопчённые капитальные стены.
Для рабочих завода и жителей района Перово были построены ДК Прожектор, Спортивный центр «Луч», а в 1986 году с помощью МПЗ был построен «Дворец пионеров Перовского района». Также было построено несколько десятков детских садов, школ. Строилось много жилья для рабочих завода. Дома, построенные в 1960-е годы, до сих пор составляют большую часть района Перово, и называются в народе «Прожекторскими».